# Forand & Delorn B-3
Forand & Delorn B-3 — канадский специальный бронированный гусеничный транспортёр (снегоход) времен Второй мировой войны.
Выпускался американской фирмой «Форанд и Делорн». Масса машины — около 4,3 тонн. Был оснащён 8-цилиндровым двигателем фирмы «Кадиллак» мощностью в 110 л. с. В качестве основного вооружения использовался ручной пулемёт «Брен». В лобовой проекции бронирование составляло 14 мм, в боковой — 7 мм. Экипаж машины состоял из двух человек — командира-радиста и механика-водителя.
Специальный гусеничный транспортер B-3 был изготовлен американской фирмой «Forand and Delorn» и принят на вооружение канадской армией в 1944 году. Машина была предназначена для разведывательных и специальных миссий в глубоком снегу и на мягких грунтах. При необходимости её можно было использовать для перевозки грузов, для перевозки лыжников или в качестве машины скорой помощи.
Вес машины составлял около 4,3 т. Толщина передней брони — 14 мм, боковой — 7 мм. Обеспечена защита экипажа от пуль стрелкового оружия, осколков мин и гранат. Транспортер развивал среднюю скорость на пересеченной местности около 13,5 км/ч, на дороге — до 48 км/ч, с пробегом до 190 км на дороге и 100 км на бездорожье. Максимальный угол тангажа составлял 20°.
Основным вооружением транспортера был 7,7-мм пулемет Брен с эффективной дальностью 1510 метров и скорострельностью 500 выстрелов в минуту. Он монтировался с помощью специального кронштейна на поворотном рельсе установленном вдоль рамы машины. Пулемет мог быть установлен на любой стороне от командира машины или на передней части кабины водителя. Запас боеприпасов составлял 360 патронов (12 рожковых магазинов по 30 патронов). Стрельба из пулемета могла проводиться как по наземным, так и по воздушным целям. Вспомогательным оружием был американский 11,43 мм. ПП Томпсона.
На B-3 был установлен бензиновый двигатель Cadillac с максимальной мощностью 110 л. с. Он представлял собой V-образный восьмицилиндровый двигатель с жидкостным охлаждением. Двигатель запускался с помощью электрического стартера. Шасси B-3 предназначено для обеспечения высокой скорости на снегу и мягких поверхностях. Характерной особенностью конструкции шасси является широко используемая сварка, которая в сочетании с относительно легкими колесами значительно снижает вес шасси. Первый опытный образец этой машины был изготовлен в 1934 году.